# Alda Campos
Alda Surerus Campos (ou Alda Campos) foi uma pioneira na história do jornalismo de computação, tendo sido fundadora e editora da primeira revista de informática brasileira, a Micro Sistemas (MS).

## Atividades profissionais
Tendo se graduado em jornalismo em 1980, pela ECO (Escola de Comunicação) da UFRJ, foi incumbida em 1981 por seu pai, o empresário Aldenor Campos, de criar uma revista que implantasse uma cultura de micro-informática, então inexistente, no Brasil.
Tendo inicialmente conhecimento apenas da linguagem BASIC, Alda fez-se sempre cercar de profissionais ligados a área de computação, alguns dos quais teriam importante participação no desenvolvimento futuro da "Micro Sistemas", como Renato Degiovani.
Em fins de 1986, ela recebeu um convite para assumir a editoria técnica do jornal "Data News" e desligou-se da "MS". É então que inicia seus estudos em COBOL, com os quais obteve um mestrado em análise de sistemas.
Em 2002, data de seu depoimento para o MCI, ela residia com a família em Freiburg, na Alemanha, desenvolvendo aplicativos em ASP, Java e Javascript.